# 相澤タロウイチ
相澤 タロウイチ（あいざわ たろういち、1975年 - ）は、日本のデザイナー、広告キャラクターデザイナー、絵本作家。
宮城県桃生郡矢本町（現東松島市）出身。

## 来歴
武蔵野美術大学卒業。文具会社を退職後はフリーでデザイン、イラストレーションの活動をしている。

## 人物
几帳面で温厚な人柄かつ、楽観的である。トマトが好き。

## エピソード
- 「会社員より向いているから」という理由でフリーになった。結果、ストレスとアトピーが減った。
- 会社に辞表を出す際、うさぎの便せんで渡し、上司に苦言を呈された。
- 仕事でストレスが溜まると、飴のヤケ食いをする。スーパーやコンビニに行くと、気づけば飴売り場にいる。
- 学生時代お金がなく、献血をすればアンパンを貰えると聞き足を運んだのだが、事前の血液チェックで「今のあなたの体から必要最低限の血液を抜いても命にかかわる」と言われてしまい、断念した。しかし、お情けでアンパン一つ貰えた。

## 主な作品
- バウムクーヘンどこへゆく　(2004 ソニーマガジンズ)
- ムクムクがみつからない　イラスト担当、こぬままりこ著。(2006/2 にいるぶっくす)
- タロ猫さんの育児通信 お父チャンネル　新米父親(草食系)の子育て奮戦記コミック　小学館 (2009/3/31)
- タロ猫父さんの恥状デジタル放送 お父チャンネル2　小学館 (2011/9/1)
- カネモク工業株式会社 - イメージキャラクター「モッキー」デザイン